# Hans-Joachim Herrmann (Flieger)

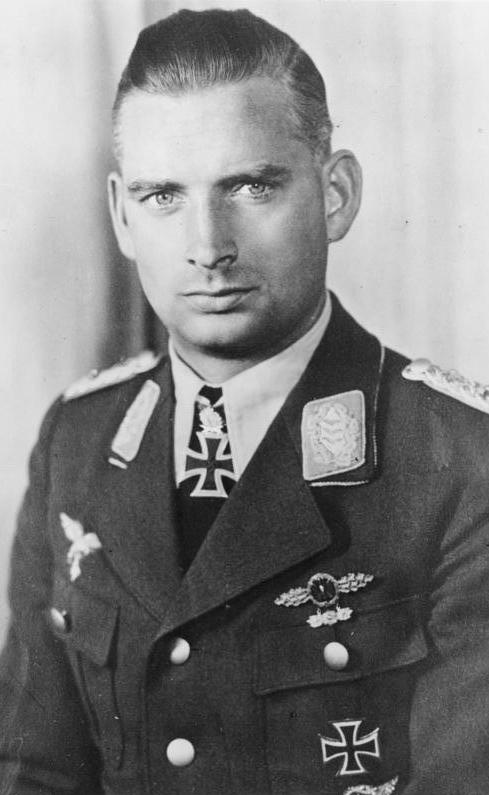
Hans-Joachim Herrmann, 1944

Hans-Joachim „Hajo“ Herrmann (* 1. August 1913 in Kiel; † 5. November 2010 in Düsseldorf) war ein deutscher Kampf- und Jagdflieger während des Zweiten Weltkriegs, zuletzt im Rang eines Obersts, der nach dem Krieg mehr als zehn Jahre in sowjetischer Gefangenschaft verbrachte. Später war er als Rechtsanwalt tätig, der u. a. bekannte Alt- und Neonazis, Holocaustleugner und Rechtsextremisten verteidigte.

## Einsatz im Zweiten Weltkrieg
Herrmann trat im Mai 1933 in die Hamburger Polizei ein und wechselte am 1. August 1935 zur neu entstandenen Luftwaffe. Seine ersten fliegerischen Erfahrungen sammelte er als Leutnant in der Fliegergruppe Nordhausen, bevor er im Sommer 1936 zur 9. Staffel des Kampfgeschwaders 253 wechselte. Von August 1936 bis April 1937 war er als Bomberpilot der Legion Condor im Spanischen Bürgerkrieg eingesetzt. Im Juni 1938 erfolgte die Beförderung zum Oberleutnant und im September 1939 der Wechsel zur 7. Staffel des Kampfgeschwaders 4. Am 20. Juni 1940 übernahm er die Führung dieser Staffel als Staffelkapitän und führte sie während der Luftschlacht um England bis Oktober 1940, in welcher er sich u. a. an den Angriffen auf die India Docks in der großen Themseschleife im Ostteil Londons beteiligte. Nach einer Reihe von weiteren Einsätzen wurde ihm am 13. Oktober 1940 das Ritterkreuz des Eisernen Kreuzes verliehen.
Im Oktober 1940 erfolgte ein Wechsel der gesamten 7. Staffel zum Kampfgeschwader 30. Herrmann blieb ihr Staffelkapitän und wurde am 19. Dezember 1940 in dieser Funktion zum Hauptmann befördert. Seit Februar 1941 operierte Hermanns III. Gruppe im Mittelmeer und nahm an Luftangriffen auf den strategisch wichtigen britischen Flottenstützpunkt Malta sowie an der Schlacht um Griechenland teil. Am 6. April 1941 gelang es ihm, den britischen Munitionstransporter SS Clan Fraser im Hafen von Piräus zu versenken, wobei infolge der Explosion insgesamt elf Schiffe untergingen und die Hafenanlagen auf längere Zeit unbrauchbar wurden.
Vom 23. Mai bis 1. September 1941 diente Herrmann als Erster Generalstabsoffizier (Ia) des IX. Fliegerkorps. Am 1. September 1941 übernahm er als Gruppenkommandeur die Führung der III. Gruppe des Kampfgeschwaders 30, die bald darauf nach Nordnorwegen verlegt wurde. Dort machte sich Herrmann einen Namen bei der Bekämpfung von alliierten Nordmeergeleitzügen zum sowjetischen Hafen Murmansk. Unter anderem trug er entscheidend zum Erfolg bei der Schlacht um den Konvoi PQ-17 im Sommer 1942 bei.
Kurz darauf wechselte er im Juli 1942 in den Luftwaffenführungstab, wo er am 1. März 1943 zum Major ernannt wurde. Hermann erkannte recht früh, dass die deutsche Nachtjagd aufgrund der alliierten Gegenmaßnahmen an Kampfkraft verlor, und schlug am 27. Juni 1943 dem Kommandierenden General der Nachtjäger, Josef Kammhuber, vor, Tagjäger in einem eigens entwickelten Verfahren – „Wilde Sau“ – direkt über dem Angriffsgebiet nachts operieren zu lassen, was dieser zunächst ablehnte. Erst als die britische Royal Air Force am 25. Juli 1943 die Operation Gomorrha (verheerende Luftangriffe auf Hamburg mit Feuersturm) durchführte, entschloss man sich, das neue Verfahren zu testen. Das Jagdgeschwader 300 „Wilde Sau“ wurde aufgestellt. Hermann stieg zum Geschwaderkommodore und Divisionskommandeur (Kommandeur der 1. Jagddivision von Ende März 1944 bis September 1944) auf und hatte zuletzt den Rang eines Obersts inne. Die Abwehr alliierter Nachtbomberangriffe wurde tatsächlich effizienter; dafür erhielt Hermann am 2. August 1943 das Eichenlaub zum Ritterkreuz. Herrmann galt als ein Vertrauter von Hermann Göring, der ihn aufgrund seiner organisatorischen Fähigkeiten – oft unter Umgehung der Luftwaffenhierarchie – mit Sonderaufgaben hinsichtlich der Reichsverteidigung gegen die alliierten Bombardements betraute.
Am 23. Januar 1944 wurden ihm die Schwerter zum Ritterkreuz verliehen. Am 16. März 1944 übernahm er als Kommandeur die 1. Jagddivision, wo er am 1. Mai 1944 die Beförderung zum Oberst erhielt. Anschließend gab er am 31. August das Kommando ab und wurde vorübergehend in die Führerreserve versetzt, bevor er am 6. Februar das Kommando über die 9. Flieger-Division bekam.
Herrmann war Initiator des Sonderkommandos Elbe (auch als Rammjäger bezeichnet), einer Einheit, die feindliche Bomber durch Rammen zum Absturz bringen sollte. Der einzige – und überaus verlustreiche – Einsatz dieses Verbandes fand am 7. April 1945 statt.
Im Verlauf des Krieges absolvierte Herrmann insgesamt 370 Feindflüge, wobei er viermal abgeschossen und zweimal verwundet wurde. Er versenkte mit seiner Besatzung zwölf Schiffe mit rund 60.000 BRT und schoss als Nachtjäger 9 Bomber ab.

## Aktivitäten nach 1945
Herrmann geriet nach Kriegsende im Mai 1945 in sowjetische Kriegsgefangenschaft und wurde dort nach eigenem Bekunden schwer misshandelt. 
Bundeskanzler Konrad Adenauer bewirkte im September 1955 bei Gesprächen in Moskau die Freilassung von fast 10.000 kriegsgefangenen Wehrmachtsoldaten. Herrmann kehrte am 12. Oktober 1955 als Spätheimkehrer in die Bundesrepublik Deutschland zurück, studierte Rechtswissenschaften und ließ sich 1965 als Rechtsanwalt in Düsseldorf nieder. Herrmann, der laut dem Dokumentationsarchiv des Österreichischen Widerstands eine „zentrale Position in der rechtsextremen und neonazistischen Szene“ hatte, wurde bald zu einem bekannten Strafverteidiger von Nazis und Neonazis, Holocaustleugnern und Rechtsextremisten. Unter seinen Mandanten waren Generalmajor a. D. Otto Ernst Remer, der britische Autor David Irving sowie der verurteilte Holocaustleugner Fred A. Leuchter. Herrmann veröffentlichte auch Bücher zum Zweiten Weltkrieg und trat als Redner für DVU und NPD auf. Im hohen Alter trat Herrmann auch als Ehrengast beim Bund für Gotteserkenntnis auf.
Herrmann war 1992 Gründungsmitglied des als rechtsextrem eingestuften Vereins Gedächtnisstätte.
Die Debatte um den Umgang mit Herrmann, der sich niemals klar vom Nationalsozialismus abgegrenzt hatte, hielt auch über seinen Tod hinaus an. Die Frankfurter Allgemeine Zeitung lehnte den Druck einer Todesanzeige für ihn, in der von einem „Einsatz für Deutschland“ die Rede war, mit der Begründung ab, dass der Text eine politische Aussage enthalte, was eine bis nach Österreich reichende Debatte zum Umgang mit verstorbenen Personen des Nationalsozialismus auslöste.

## Privates
Seit 1959 war Herrmann mit der Sängerin und Hochschullehrerin Ingeborg Reichelt verheiratet. Aus der Ehe stammen zwei Söhne, Benno und Thilo. Thilo Hermann (geb. 1960) wurde Gitarrist, Sänger und Songwriter und tritt seit 2005 unter dem Künstlernamen Thilo Martinho auf. Sein Sohn Benno wurde Pilot und Leiter der Trainingsabteilung der Kontinentalflotte bei der Lufthansa und flog seinerzeit auch deren Traditionsflugzeug Ju 52 D-AQUI, ein Muster, das bereits sein Vater gesteuert hatte. Die Seebestattung von Hajo Herrmann fand vor seinem Geburtsort Kiel über der Ostsee statt.

## Auszeichnungen
- Eisernes Kreuz (1939) II. und I. Klasse
- Ritterkreuz des Eisernen Kreuzes mit Eichenlaub und Schwertern[18]
  - Ritterkreuz am 13. Oktober 1940
  - Eichenlaub am 2. August 1943 (269. Verleihung)
  - Schwerter am 23. Januar 1944 (43. Verleihung)
- Deutsches Kreuz in Gold am 5. Juni 1942[18]
- Frontflugspange in Gold
- Spanienkreuz in Bronze mit Schwertern

## Publizistische Tätigkeit
- Bewegtes Leben – Kampf- und Jagdflieger 1935–1945, Motorbuch-Verlag, Stuttgart 1984, ISBN 3-613-01008-9
- Als die Jagd zu Ende war – Mein Flug in die sowjetische Gefangenschaft, Universitas, München 1988, ISBN 3-8004-1167-9
- „Supersoldiers“ – Die Wehrmacht im Urteil ausländischer Experten, FZ-Verlag, 2006, ISBN 3-924309-77-9 (als Herausgeber)
- Erinnerungen eines deutschen Luftwaffenoffiziers, Polarfilm, 2006, selbst gesprochenes Hörbuch auf 2 CDs
- Kleine Odyssee – Der Luftangriff auf den Hafen von Piräus, 2007, Hörbuch auf 2 CDs, Herrmann spricht die Einleitung